# Угода про асоціацію з Європейським Союзом
Угода про асоціацію з Європейським Союзом — договір між Європейським Союзом (ЄС) та державою — не членом ЄС, що створює рамки для співпраці між ними. До областей співпраці зазвичай належать розвиток політичних, торговельних, соціальних, культурних зв'язків та зміцнення безпеки. Правову базу такої угоди було створено за статтею № 217 Договору про урядування Європейського Союзу.
Надання угоди про асоціацію було включено до Римського договору в ЄЕС як засіб забезпечення майбутньої співпраці з Великою Британією. Першими країнами, що підписали угоду про асоціацію з Європейською Спільнотою були Греція та Туреччина 1960 року.
Зазвичай ЄС укладає угоду про асоціацію в обмін на зобов'язання політичних, економічних, торговельних або судових реформ у країні. Натомість країна-підписант може отримати безподатковий доступ до деяких, або й усіх ринків ЄС, сільськогосподарської продукції тощо, а також фінансову чи технічну допомогу. Угода про асоціацію може містити в собі договір про вільну торгівлю (FTA) між ЄС та третьою країною.
Угоду про асоціацію мають ратифікувати всі країни — члени ЄС.
У новітній історії такі угоди було укладено в рамках двох політик ЄС: Процесу стабілізації та асоціації (SAA) та Європейської політики сусідства (ENP). Країни Балканського півострова беруть участь у першій. Друга ж поширюється на середземноморські країни та країни Східної Європи (включно з Південним Кавказом), за винятком Росії, що наполягає на створенні чотирьох спільних просторів. Зазвичай глибина співпраці з країнами, що підписали угоду про асоціацію, є меншою, ніж із повноправними членами ЄС.
Загалом європейська політика сусідства охоплює співпрацею такі країни як Азербайджан, Алжир, Вірменія, Білорусь, Грузія, Єгипет, Ізраїль, Йорданія, Ліван, Лівія, Марокко, Молдова, Палестинська Автономія, Росія, Сирія, Туніс та Україна.

## Міжнародні угоди про взаємозв'язок ЄС з іншими державами
Критерії міжнародних угод про взаємозв'язок між ЄС і іншими державами:
| Офіційна назва держав (об'єднань держав), з однієї сторони                                                                                     | Офіційна назва об'єднань держав, з іншого боку                                 | Дата підписання                                             | Дата набуття чинності                                       | Дата та підстава втрати чинності                            |
| Угода про асоціацію (УА) (англ. Association Agreement (AA))                                                                                    | Угода про асоціацію (УА) (англ. Association Agreement (AA))                    | Угода про асоціацію (УА) (англ. Association Agreement (AA)) | Угода про асоціацію (УА) (англ. Association Agreement (AA)) | Угода про асоціацію (УА) (англ. Association Agreement (AA)) |
| --- | ------------------------------------------------------------------------------ | ----------------------------------------------------------- | ----------------------------------------------------------- | ----------------------------------------------------------- |
| Україна | Європейський Союз, Європейська спільнота з атомної енергії та їх держави-члени | 27 червня 2014                                              | 1 вересня 2017                                              | —                                                           |
| Грузія | Європейський Союз, Європейська спільнота з атомної енергії та їх держави-члени | 27 червня 2014                                              | 1 липня 2016                                                | —                                                           |
| Республіка Молдова | Європейський Союз, Європейська спільнота з атомної енергії та їх держави-члени | 27 червня 2014                                              | 1 липня 2016                                                | —                                                           |
| Угода про налагодження асоціації (УНА) (англ. Agreement Establishing an Association (AEA))                                                     |                                                                                |                                                             |                                                             |                                                             |
| Греція |                                                                                |                                                             | 1961                                                        | 1 січня 1981 (вступ в ЄС)                                   |
| Мальта | Європейська економічна спільнота                                               | 5 грудня 1970                                               | 1 квітня 1971                                               | 1 травня 2004 (вступ в ЄС)                                  |
| Республіка Кіпр | Європейська економічна спільнота                                               | 19 грудня 1972                                              | 1 червня 1973                                               | 1 травня 2004 (вступ в ЄС)                                  |
| Туреччина | Європейська економічна спільнота                                               | 12 вересня 1963                                             | 1 грудня 1964                                               | —                                                           |
| Республіка Чилі | Європейська Спільнота та її держави-члени                                      | 18 листопада 2002                                           | 1 березня 2005                                              | —                                                           |
| Центральна Америка | Європейський Союз та його держави-члени                                        | 29 червня 2012                                              | —                                                           | —                                                           |
| Європейська угода про налагодження асоціації (ЄУНА) (англ. Europe Agreement Establishing an Association (EAEA))                                |                                                                                |                                                             |                                                             |                                                             |
| Республіка Словенія | Європейські Спільноти та їх держави-члени                                      | 10 червня 1996                                              | 1 лютого 1999                                               | 1 травня 2004 (вступ в ЄС)                                  |
| Литовська Республіка | Європейські Спільноти та їх держави-члени                                      | 12 червня 1995                                              | 1 лютого 1998                                               | 1 травня 2004 (вступ в ЄС)                                  |
| Латвійська Республіка | Європейські Спільноти та їх держави-члени                                      | 12 червня 1995                                              | 1 лютого 1998                                               | 1 травня 2004 (вступ в ЄС)                                  |
| Естонська Республіка | Європейські Спільноти та їх держави-члени                                      | 12 червня 1995                                              | 1 лютого 1998                                               | 1 травня 2004 (вступ в ЄС)                                  |
| Республіка Чехія | Європейські Спільноти та їх держави-члени                                      | 4 жовтня 1993                                               | 1 лютого 1995                                               | 1 травня 2004 (вступ в ЄС)                                  |
| Республіка Словаччина | Європейські Спільноти та їх держави-члени                                      | 4 жовтня 1993                                               | 1 лютого 1995                                               | 1 травня 2004 (вступ в ЄС)                                  |
| Республіка Болгарія | Європейські Спільноти та їх держави-члени                                      | 8 березня 1993                                              | 1 лютого 1995                                               | 1 січня 2007 (вступ в ЄС)                                   |
| Республіка Румунія | Європейські Спільноти та їх держави-члени                                      | 1 лютого 1993                                               | 1 лютого 1995                                               | 1 січня 2007 (вступ в ЄС)                                   |
| Республіка Польща | Європейські Спільноти та їх держави-члени                                      | 16 грудня 1991                                              | 1 лютого 1994                                               | 1 травня 2004 (вступ в ЄС)                                  |
| Республіка Угорщина | Європейські Спільноти та їх держави-члени                                      | 16 грудня 1991                                              | 1 лютого 1994                                               | 1 травня 2004 (вступ в ЄС)                                  |
| Угода про стабілізацію та асоціацію (УСА) (англ. Stabilisation and Association Agreement (SAA))                                                |                                                                                |                                                             |                                                             |                                                             |
| Боснія і Герцеговина | Європейські Спільноти та їх держави-члени                                      | 16 червня 2008                                              | 1 червня 2015                                               | —                                                           |
| Республіка Сербія | Європейські Спільноти та їх держави-члени                                      | 29 квітня 2008                                              | 1 вересня 2013                                              | —                                                           |
| Республіка Чорногорія | Європейські Спільноти та їх держави-члени                                      | 15 жовтня 2007                                              | 1 травня 2010                                               | —                                                           |
| Республіка Албанія | Європейські Спільноти та їх держави-члени                                      | 12 червня 2006                                              | 1 квітня 2009                                               | —                                                           |
| Республіка Хорватія | Європейські Спільноти та їх держави-члени                                      | 29 жовтня 2001                                              | 1 лютого 2005                                               | 1 липня 2013 (вступ в ЄС)                                   |
| Колишня Югославська Республіка Македонія (Республіка Македонія)                                                                                | Європейські Спільноти та їх держави-члени                                      | 9 квітня 2001                                               | 1 квітня 2004                                               | —                                                           |
| Європейсько-середземноморська угода про асоціацію (ЄСУА) (англ. Euro-Mediterranean Association Agreement (EMAA))                               |                                                                                |                                                             |                                                             |                                                             |
| Алжирська Народна Демократична Республіка | Європейська Спільнота та її держави-члени                                      | 22 квітня 2002                                              | 1 вересня 2005                                              | —                                                           |
| Арабська Республіка Єгипет | Європейські Спільноти та їх держави-члени                                      | 25 червня 2001                                              | 1 червня 2004                                               | —                                                           |
| Європейсько-середземноморська угода про налагодження асоціації (ЄСУА) (англ. Euro-Mediterranean Agreement Establishing an Association (EMAEA)) |                                                                                |                                                             |                                                             |                                                             |
| Ліванська Республіка | Європейська Спільнота та її держави-члени                                      | 17 червня 2002                                              | 1 квітня 2006                                               | —                                                           |
| Йорданське Хашимітське Королівство | Європейські Спільноти та їх держави-члени                                      | 24 листопада 1997                                           | 1 травня 2002                                               | —                                                           |
| Держава Ізраїль | Європейські Спільноти та їх держави-члени                                      | 20 листопада 1995                                           | 1 червня 2000                                               | —                                                           |
| Королівство Марокко | Європейські Спільноти та їх держави-члени                                      | 26 лютого 1996                                              | 1 березня 2000                                              | —                                                           |
| Республіка Туніс | Європейські Спільноти та їх держави-члени                                      | 17 липня 1995                                               | 1 березня 1998                                              | —                                                           |

## Міжнародні угоди про співробітництво ЄС з іншими державами
| Офіційна назва держав (об'єднань держав), з однієї сторони | Офіційна назва об'єднань держав, з іншого боку                    | Дата підписання                                                   | Дата набуття чинності                                             | Дата та підстава втрати чинності                                  |
| Угода про співробітництво (УС) (англ. Cooperation Agreement (CA)) | Угода про співробітництво (УС) (англ. Cooperation Agreement (CA)) | Угода про співробітництво (УС) (англ. Cooperation Agreement (CA)) | Угода про співробітництво (УС) (англ. Cooperation Agreement (CA)) | Угода про співробітництво (УС) (англ. Cooperation Agreement (CA)) |
| --- | ----------------------------------------------------------------- | ----------------------------------------------------------------- | ----------------------------------------------------------------- | ----------------------------------------------------------------- |
| Князівство Андорра | Європейська Спільнота                                             | 15 листопада 2004                                                 | 1 липня 2005                                                      | —                                                                 |
| Республіка Ємен | Європейська Спільнота                                             | 25 листопада 1997                                                 | 1 липня 1998                                                      | —                                                                 |
| Соціалістична Республіка В'єтнам | Європейська Спільнота                                             | 17 липня 1995                                                     | 1 червня 1996                                                     | —                                                                 |
| Рада співробітництва арабських держав Перської затоки | Європейська економічна спільнота                                  | 15 червня 1988                                                    | 1 січня 1990                                                      | —                                                                 |
| Сирійська Арабська Республіка | Європейська економічна спільнота                                  | 18 січня 1977                                                     | 1 листопада 1978                                                  | —                                                                 |
| Арабська Республіка Єгипет | Європейська економічна спільнота                                  | 18 січня 1977                                                     | 1 листопада 1978                                                  | 1 червня 2004                                                     |
| Королівство Марокко | Європейська економічна спільнота                                  | 27 квітня 1976                                                    | 1 листопада 1978                                                  | 1 березня 2000                                                    |
| Алжирська Народна Демократична Республіка | Європейська економічна спільнота                                  | 26 квітня 1976                                                    | 1 листопада 1978                                                  | 1 вересня 2005                                                    |
| Республіка Туніс | Європейська економічна спільнота                                  | 25 квітня 1976                                                    | 1 листопада 1978                                                  | 1 березня 1998                                                    |
| Угода про співробітництво та фінансовий протокол (УСФП) (англ. Cooperation Agreement and Financial Protocol (CAFP)) |                                                                   |                                                                   |                                                                   |                                                                   |
| Колишня Югославська Республіка Македонія (Республіка Македонія) | Європейська Спільнота                                             | 29 квітня 1997                                                    | 1 січня 1998                                                      | 1 квітня 2004                                                     |
| Угода про партнерство та співробітництво (УПС) (англ. Partnership and Cooperation Agreement (PCA)) |                                                                   |                                                                   |                                                                   |                                                                   |
| Республіка Ірак | Європейський Союз та його держави-члени                           | 11 травня 2012                                                    | —                                                                 | —                                                                 |
| Республіка Узбекистан | Європейські Спільноти та їх держави-члени                         | 21 червня 1996                                                    | 1 липня 1999                                                      | —                                                                 |
| Республіка Азербайджан | Європейські Спільноти та їх держави-члени                         | 22 квітня 1996                                                    | 1 липня 1999                                                      | —                                                                 |
| Республіка Вірменія | Європейські Спільноти та їх держави-члени                         | 22 квітня 1996                                                    | 1 липня 1999                                                      | —                                                                 |
| Грузія | Європейські Спільноти та їх держави-члени                         | 22 квітня 1996                                                    | 1 липня 1999                                                      | 1 липня 2016 (чинна УА)                                           |
| Республіка Білорусь | Європейські Спільноти та їх держави-члени                         | 3 червня 1995                                                     | —                                                                 | —                                                                 |
| Киргизька Республіка | Європейські Спільноти та їх держави-члени                         | 9 лютого 1995                                                     | 1 липня 1999                                                      | —                                                                 |
| Республіка Казахстан | Європейські Спільноти та їх держави-члени                         | 23 січня 1995                                                     | 1 липня 1999                                                      | —                                                                 |
| Республіка Молдова | Європейські Спільноти та їх держави-члени                         | 28 листопада 1994                                                 | 1 липня 1998                                                      | 1 липня 2016 (чинна УА)                                           |
| Україна | Європейські Спільноти та їх держави-члени                         | 14 червня 1994                                                    | 1 березня 1998                                                    | 1 вересня 2017 (чинна УА)                                         |
| Угода про партнерство та співробітництво з налагодження партнерських відносин (УПСП) (англ. Agreement on Partnership and Cooperation Establishing a Partnership / Partnership and Cooperation Agreement Establishing a Partnership (APCEP)) |                                                                   |                                                                   |                                                                   |                                                                   |
| Республіка Таджикистан | Європейські Спільноти та їх держави-члени                         | 11 жовтня 2004                                                    | 1 січня 2010                                                      | —                                                                 |
| Республіка Туркменістан | Європейські Спільноти та їх держави-члени                         | 25 травня 1998                                                    | —                                                                 | —                                                                 |
| Російська Федерація | Європейські Спільноти та їх держави-члени                         | 24 червня 1994                                                    | 1 грудня 1997                                                     | —                                                                 |
| Економічне партнерство, політична координація та угода про співробітництво (ЕППКУС) (англ. Economic Partnership, Political Coordination and Cooperation Agreement (EPPCCA))                                                                 |                                                                   |                                                                   |                                                                   |                                                                   |
| Мексиканські Сполучені Штати | Європейська Спільнота та її держави-члени                         | 8 грудня 1997                                                     | 1 жовтня 2000                                                     | —                                                                 |
| Рамкова угода про співробітництво (РУС) (англ. Framework Cooperation Agreement (FCA)) |                                                                   |                                                                   |                                                                   |                                                                   |
| Мексиканські Сполучені Штати | Європейська економічна спільнота                                  | 25 квітня 1991                                                    | 1 листопада 1991                                                  | 1 жовтня 2000                                                     |
| Рамкова угода про партнерство та співробітництво (РУПС) (англ. Framework Agreement on Partnership and Cooperation (FAPC)) |                                                                   |                                                                   |                                                                   |                                                                   |
| Республіка Філіппіни | Європейський Союз та його держави-члени                           | 11 липня 2012                                                     | —                                                                 | —                                                                 |
| Угода про торгівлю, розвиток і співробітництво (УТРС) (англ. Agreement on Trade, Development and Cooperation (ATDC)) |                                                                   |                                                                   |                                                                   |                                                                   |
| Південно-Африканська Республіка | Європейська Спільнота та її держави-члени                         | 11 жовтня 1999                                                    | 1 травня 2004                                                     | —                                                                 |
| Угода про торгівлю і економічне співробітництво (УТЕС) (англ. Agreement on Trade and Economic Cooperation (ATEC)) |                                                                   |                                                                   |                                                                   |                                                                   |
| Монголія | Європейська економічна спільнота                                  | 16 червня 1992                                                    | 1 березня 1993                                                    | —                                                                 |
| Угода про торгівлю, та комерційне і економічне співробітництво (УТКЕС) (англ. Agreement on Trade and Commercial and Economic Cooperation (ATCEC))                                                                                           |                                                                   |                                                                   |                                                                   |                                                                   |
| Республіка Албанія | Європейська економічна спільнота                                  | 11 травня 1992                                                    | 1 грудня 1992                                                     | 1 квітня 2009                                                     |

## Міжнародні угоди про вільну торгівлю ЄС з іншими державами
| Офіційна назва держав (об'єднань держав), з однієї сторони                                               | Офіційна назва об'єднань держав, з іншого боку                                                           | Дата підписання                                                                                          | Дата набуття чинності                                                                                    | Дата та підстава втрати чинності                                                                         |
| Угода про Європейський економічний простір (УЄЕП) (англ. Agreement on the European Economic Area (AEEA)) | Угода про Європейський економічний простір (УЄЕП) (англ. Agreement on the European Economic Area (AEEA)) | Угода про Європейський економічний простір (УЄЕП) (англ. Agreement on the European Economic Area (AEEA)) | Угода про Європейський економічний простір (УЄЕП) (англ. Agreement on the European Economic Area (AEEA)) | Угода про Європейський економічний простір (УЄЕП) (англ. Agreement on the European Economic Area (AEEA)) |
| --- | --- | --- | --- | --- |
| Ісландія                                                                                                 | | 2 травня 1992                                                                                            | 1 січня 1994                                                                                             | — |
| Князівство Ліхтенштейн                                                                                   | | 2 травня 1992                                                                                            | 1 січня 1994                                                                                             | — |
| Королівство Норвегія                                                                                     | | 2 травня 1992                                                                                            | 1 січня 1994                                                                                             | — |

Угоди з положеннями FTA
- Андорра CU (1991)
- Палестинська Автономія AA (1997)
- Сан-Марино CU (2002)
- Південна Корея FTA (2011)
- Туреччина CU (1996)

Угоди про зону вільної торгівлі з ЄС.
Європейський Союз
Угода чинна
Угода тимчасово застосовується
Угода підписана, але не застосовується
Угода парафована, не підписана
Угода переговорна
Переговори щодо угоди призупинено/призупинено
Немає угоди, немає офіційних переговорів

- Фарерські острови, автономна частина Данії (1997)
- Швейцарія FTA (1973)

Триває ратифікація
- Колумбія FTA (підписано 2012)
- Перу FTA (підписано 2012)

Тривають переговори
- Азербайджан AA
- Вірменія AA
- Еквадор AA
- Індія FTA
- Канада AA
- Меркосур AA
- Рада співпраці країн арабських Перської затоки FTA
- Саудівська Аравія FTA
- Сирія AA